# Бартель, Макс
Макс Ба́ртель (нем. Max Barthel; псевдоним Конрад Уле, нем. Konrad Uhle; 17 ноября 1893[…], Лошвиц — 28 июня 1975 или 17 июня 1975, Вальдбрёль, Северный Рейн-Вестфалия) — немецкий писатель, журналист и переводчик. Наряду с Генрихом Лершем и Карлом Брёгером один из наиболее известных немецких рабочих поэтов первой трети XX века.

## Биография

### Ранние годы
Был сыном каменщика и имел шесть братьев и сестер. В 14 лет пошёл работать на фабрику и сменил несколько неквалифицированных профессий. Будучи членом социалистического молодёжного движения, путешествовал пешком по Западной и Южной Европе. С 1910 года начал заниматься литературой. Во время Первой мировой войны воевал на Западном фронте.
В 1916 году выпустил сборник лирики «Стихи из Аргонов», в котором показал, как его травмировал опыт войны. Будущий федеральный президент Теодор Хойс высоко оценил тогдашнее творчество Бартеля за «оригинальный и сильный своей суровостью язык, такой далекий от избитой лексики массовой поэзии». Бартель считался одним из поэтов, которые, как однажды выразился друг Бартеля Генрих Лерш, «получили аттестат зрелости на проселках, а университетами для них стали цеха».

### Коммунист и социал-демократ
Политически близкий к коммунистам Бартель входил в «Союз Спартака», участвовал в штутгартском восстании Союза и как член Союза провёл полгода в тюрьме. В 1919 году он вступил в КПГ и затем переехал в Берлин, где публиковал свою лирику. В то же время стал одним из основателей Юношеского интерната в Вене.
Его тогдашнее творчество представлено пламенными революционными стихами, в частности, сборником «Душа рабочего. Стихи о фабриках, проселках, странствиях, войне и революции» (1920). Одновременно Бартель начал печататься в иллюстрированном журнале Межрабпома Sichel und Hammer. В 1920 году по рекомендации Карла Радека был направлен делегатом на Второй конгресс Коммунистического интернационала, где встречался с Лениным, Троцким и Горьким. В 1923 году вновь посетил СССР вместе с Вилли Мюнценбергом. В Москве в 1925 году вышел сборник его стихотворений «Завоюем мир!» в переводе Осипа Мандельштама (Бартель был единственным поэтом, у которого Мандельштам перевёл целую книгу; стихи Бартеля переводил также Валерий Брюсов).
Однако накопленные во время этих двух визитов впечатления и опыт привели Бартеля к отречению от коммунизма. В том же году он вышел из компартии и перешёл в СДПГ. Тем самым он дискредитировал себя перед своими бывшими соратниками и был заклеймен ими как предатель. 1923 год оказался примечателен для Бартеля ещё по одной причине — он женился на коммунистке Луизе Кецлер, и в этом браке появился сын Томас, ставший позднее известным этнологом, заложившим основы расшифровки записей на ронго-ронго с острова Пасхи. В том же году жена ушла от Бартеля к коммунистическому публицисту Александру Абушу, будущему министру культуры ГДР. В 1928 году Бартель женился во второй раз на Луизе Мёбиус. У них родились сын и дочь.

### На службе у нацистов
В 1933 году, после прихода нацистов к власти, ими была сожжена книга Бартеля «Мельница мертвеца». Несмотря на это, Бартель вступил в НСДАП. Бросив тем самым вызов большинству своих коллег, сам Бартель объяснял это нежеланием отправляться в изгнание, а также тем, что новый политический порядок являлся шансом для Германии перестать быть изгоем для мира. В вышедшем в том же году романе «Бессмертный народ» Бартель показал путь рабочего от коммунизма к нацизму. В этот период он работал редактором в приспособленной к нацистской идеологии Книжной гильдии Гутенберга.
В 1934 году новое руководство гильдии уволило Бартеля. После этого он работал журналистом в берлинском биржевом бюллетене «Berliner Börsenblatt», выпускаемом объединением «Сила через радость», и ездил в командировки в Норвегию, Румынию и на Мадейру.
Затем уволился из бюллетеня, вернулся в Дрезден и ушёл во «внутреннюю эмиграцию», воздерживаясь от проявления своих политических взглядов. Тем не менее, в 1936—1943 годах входил в состав бамбергского поэтического кружка, объединившего пронацистски настроенных поэтов. Данный период его творчества является откровенно бульварным.
С началом войны был призван в авиаполк связи, а в 1942 году стал вахмистром полиции. Затем в качестве писателя, прикрепленного к штабу, Бартель находился в частях, расположенных во Франции, Финляндии и Норвегии. После этого он служил военным корреспондентом в Румынии и Польше, где был ранен.

### После войны
После окончания войны Бартель оказался в советской зоне оккупации, где фактически находился на положении персоны нон грата — как в связи с былым отказом от идей коммунизма, так и из-за сотрудничества с нацистами. В 1946—1947 годах пять книг Бартеля были включены в списки книг, запрещенных на территории советской зоны (1 апреля 1952 года ещё три книги были запрещены на территории ГДР). В 1948 году он бежал во французскую зону, опасаясь привлечения к суду и связанной с этим перспективы отбывать наказание на урановых рудниках, и поселился в городе Бад-Брайзиг.
Дальнейшее творчество Бартеля не касалось политики; в частности, он с успехом работал как автор текстов хоровых песен и детской поэзии. В 1950 году вышел его автобиографический роман «Нет нужды во всемирной истории. История жизни», рассказывающий о метаниях Бартеля между равно тоталитарными левой и правой идеологиями, результатом чего стали разочарование и разобщенность. В 1969 году переехал к дочери в деревушку Литтершейд, расположенную в Бергишесланде. В 1974 году был награждён орденом «За заслуги перед Федеративной Республикой Германия».

## Сочинения

### Сборники стихов
- Verse aus den Argonnen, 1916.
- Freiheit! Neue Gedichte aus dem Kriege, 1917.
- Revolutionäre Gedichte, 1919.
- Utopia, 1920.
- Die Faust, 1920.
- Lasset uns die Welt gewinnen, 1920.
- Arbeiterseele. Verse von Fabrik, Landstraße, Wanderschaft, Krieg und Revolution, 1920.
- Das Herz in erhobener Faust, 1920.
- Überfluß des Herzens, 1924.
- Botschaft und Befehl, 1926.
- Argonner Wald, 1938.
- Danksagung, 1938.
- Hutzlibum. Kindliche Verse, 1943.
- Die Lachparade, Sinn- und Unsinngedichte, 1943.
- Ins Feld ziehn die Soldaten. Neue Soldatenlieder und Gedichte, 1943.
- Roter Mohn, 1964.
- Es kommt der Star in jedem Jahr, 1970.

### Романы, повести, путевые заметки
- Die Reise nach Russland, 1921.
- Vom roten Moskau bis zum Schwarzen Meer, 1921.
- Der rote Ural, 1921.
- Das vergitterte Land, 1922.
- Der eiserne Mann, 1924.
- Die Knochenmühle, 1924.
- Der Platz der Volksrache, 1924.
- Der Weg ins Freie, 1924.
- Das Spiel mit der Puppe, 1925.
- Deutschland. Lichtbilder und Schattenrisse einer Reise, 1926.
- Die Mühle zum Toten Mann, 1927.
- Der Mensch am Kreuz, 1927.
- Der Putsch, 1927.
- Erde unter den Füßen. Eine neue Deutschlandreise, 1929.
- Aufstieg der Begabten, 1929.
- Das Blockhaus an der Wolga, 1930.
- Die Verschwörung in der Heide, 1930.
- Der große Fischzug. Ein Erlebnisroman aus Sowjet-Russland, 1931.
- Wettrennen nach dem Glück, 1931.
- Das Gesicht der Medusa, 1931.
- Das unsterbliche Volk, 1933.
- Das goldene Panzerhemd, 1934.
- Im Land der sieben Krater, 1937.
- Der Bund der Drei — ein Hund ist auch dabei. Eine lustige Abenteuer-Erzählung, 1938.
- Deutsche Männer im roten Ural, 1938.
- Der schwarze Sahib, Abenteuerroman aus Indien, 1938.
- Aufstand im Kaukasus, 1938.
- Hochzeit in Peschawar, 1938.
- Kornsucher und Schädelmesser, 1938.
- Die Sonne Indiens, 1938.
- Überfall am Khyber-Paß, 1938.
- Wettrennen um den zerfallenen Tempel, 1938.
- Das Land auf den Bergen, 1939.
- Der Flüchtling von Turkestan, 1940.
- Die Straße der ewigen Sehnsucht, 1941.
- Das Haus an der Landstraße, 1942.
- Dreizehn Indianer, 1943.

### Пьесы
- Das Revolverblatt, 1929.
- Das Spiel vom deutschen Arbeitsmann, 1934.

### Автобиография
- Kein Bedarf an Weltgeschichte. Geschichte eines Lebens, 1950

### Переводы
- Джек Лондон
  - Unter dem Sonnenzelt, 1938.
  - Abenteurer des Schienenstranges, 1939.
  - Der Seewolf, 1939.
  - Der Ruhm des Kämpfers. Von Boxern, Stierkampfern und aufrechten Männern, 1940.
  - Lockruf des Goldes, 1940.
  - Jerry von den Inseln, 1940.
  - Südseegeschichten, 1940.
  - Volk am Abgrund, 1941.
  - In den Slums, 1942.
  - Die Insel Berande, 1950.